# 霊長類最強伝説 ゴリ夫
『霊長類最強伝説 ゴリ夫』（れいちょうるいさいきょうでんせつ ごりお）は、2001年から2002年に『週刊少年マガジン』（講談社）で連載されていた刃森尊の熱血格闘少年漫画作品。最終回は『マガジンFRESH』に掲載された。全7巻。いじめられっ子だったゴリ夫の成長を描く漫画である。

## あらすじ
いじめられる日々を送っていたゴリ夫だったが、メル友のマキや空手部のヒトミと出会いゴリ夫の日常は変化していく…

## 登場人物
草刈正夫
この漫画の主人公で、あだ名は「ゴリ夫」。優しい心を持つ反面、気が弱く、不良に絡まれるとすぐ逃げ出してしまう。しかし、殴られたりする等して強い衝撃を受けると格闘家である父親譲りの血に目覚め、物凄い剣幕で相手を圧倒する。加護亜依や松浦亜弥等のアイドルが好きで、芸能人に見立てたファッションをする。
ヒカル
ゴリ夫の練習相手。女の子だが男として育てられたため男の子のフリをしている。父親は元キックボクサーのスター選手。
ゴリ夫たちに友人の女性を覗かせたことがある。
山根“吸血”勇樹
“族”の復活をかけて結成された新しい集団の頭。血を見るためだけに集会を開く徹底的な武闘派。
ゴリ夫の尻を見て逆上したスキをつけこまれ敗北。
本庄
ゴリ夫の学校のボクシング部のエース。殺人カウンターが武器。横暴なことをやってきた。
山崎
ゴリ夫の学校の少林寺部のエース。
芦川
ゴリ夫の学校の空手部の部員。
黒田会長
極東空手出身キック打撃界の“首領”。大物を探していたがゴリ夫を見つけ満足したようだ。
神崎光
10代の天才棋士。相手の思考が読めるためトランプ麻雀何をやっても無敗。ゴリ夫と校章バトルをするが敗北。
島田
関東圏一のギャンブル王。神崎光と有り金全部をかけた勝負をして敗北。
立花ミナ
○△高校の一年生。ペットの猫を助けてくれたゴリ夫に好意を持つ。昔ゴリ夫そっくりの彼氏がいた。
アリアス
立花ミナの飼い猫。落下してくる植木鉢の下敷きになるところをゴリ夫に助けられた。
前田哲夫
ゴリ夫の中学時代の友達。おっかない顔をしているが本当は優しい。
喧嘩の最中でも電話をかけられる。友達はゴリ夫のみ。アイスをおごるのが好き。
藤森
哲夫の元舎弟。哲夫のやり方に嫌気が差し謀反を起こす。そのため他のギャングと手を組むが彼もまた利用されているに過ぎないのであった。
吉岡
哲夫のチームの一人。藤森の謀反に巻き込まれボコボコにされる。
ランディ
本物のファイトクラブで“ファットデビル”と恐れられていたギャング。ニューヨークのスラム街育ち。
本場のファイトをゴリ夫に教えた。加護亜依のことは知らない。
ジャクソン
ストリートファイトでは負け知らずのボクサー。ゴリ夫に勝負を挑むが怖がったゴリ夫に足を蹴られ、足を負傷してしまう。再度現れた時は「ストリートファイトで決着付ける」といった。グロッキー状態になりながらもゴリ夫に勝利した。
3連続パンチが得意。
マルコ
オランダからの留学生。サッカー部。オランダでは最悪の喧嘩屋として有名だった。
最初は日本のサッカーを馬鹿にしていたがゴリ夫とのゲンコツ勝負で改心する。父親はオランダNo.1ジムの会長ヨハン。
作中ではトムと呼ばれることもしばしばあり、どちらが本名なのかは不明。
ブロンド髪の青い目をした妹がいる。
ヨハン
オランダNo.1ジムの会長。ゴリ夫を自分のジムに誘う。
パトリック
オランダからの留学生。日本語がうまい。
ノートン
ヨハンのジムNo.1の暴れん坊。ガードも完璧。ヨハン会長が出した賞金目当てにゴリ夫に戦いを挑むが健闘むなしく秒殺される。
アヤ
ブラジルのジム「アヤヤ・ブラジル」会長の娘。ブラジル生まれの日系三世。初対面のゴリ夫に回し蹴りを食らわせた。
ロベルト
「アヤヤ・ブラジル」の会長。作中に姿は出てこない。
カルロス
ブラジルのスラム街でゴリ夫がであったプロの用心棒。ゴリ夫にカツアゲをするが覚醒したゴリ夫により秒殺。
安部
チョップの達人。ゴリ夫と互角に渡り合った。戦績は2勝3敗である。